# 赵若竹
赵若竹（1998年8月7日—），山西省临汾市尧都区人，是一名中国女子射击运动员，主攻空气步枪项目。

## 生平
赵若竹于2011年开始练习射击项目，试训4个月便获得国家一级运动员证书，3年后她进入省集训队，师从赵红教练。2017年8月底，赵若竹在全国运动会上以黑马姿态夺得女子10米空气步枪冠军。全运后她加入国家队，2018年4月，她在韩国完成自己的世界杯分站赛首秀，获得两枚金牌并刷新一项世界纪录。2018年8月，获得雅加达亚运会女子10米气步枪的金牌。2020年9月22日，湖北宜昌进行的2020年全国射击冠军赛（步枪项目）10米气步枪混合团体决赛中，国家集训队选手赵若竹/杨皓然以17比7战胜广东队选手孙昊/梁嘉雯，获得季军。2021年3月，赵若竹在国家步手枪射击队东京奥运会最终队伍选拔赛中不如杨倩和张雨，无缘东京奥运会资格。